# Electromagnetisme
L'electromagnetisme és la part de la física que estudia els camps electromagnètics, uns camps que exerceixen una força sobre les partícules amb càrrega elèctrica alhora que són afectats per la presència i el moviment d'aquestes partícules.
El camp magnètic es produeix pel moviment de les càrregues elèctriques, com per exemple en el cas del corrent elèctric. El camp magnètic produeix una força magnètica del mateix tipus que la dels imants.
Un camp magnètic canviant produeix un camp elèctric, es tracta del fenomen de la inducció electromagnètica que s'utilitza en el funcionament dels generadors elèctrics, els motors elèctrics i els transformadors. De manera similar, un camp elèctric canviant genera un camp magnètic. Com a conseqüència d'aquesta interdependència entre els camps elèctrics i magnètics, té sentit considerar tots dos com una única entitat, el camp electromagnètic.
Aquesta unificació va ser desenvolupada per diferents físics en el curs del segle xix i va culminar amb els treballs de James Clerk Maxwell que va unificar els treballs anteriors en una sola teoria. Més tard Oliver Heaviside va simplificar i reformular les equacions de Maxwell en la forma en què les coneixem avui. Maxwell va descobrir la natura electromagnètica de la llum i, com a conseqüència, avui es considera que la llum és una alteració oscil·latòria que es propaga en el camp electromagnètic, com una ona electromagnètica. Les diferents freqüències de l'oscil·lació originen les diferents formes de radiació electromagnètica de l'espectre electromagnètic, des de les ones de ràdio a baixes freqüències als raigs gamma a les més altes freqüències, passant per la llum visible a freqüències mitjanes.
Les implicacions teòriques de l'electromagnetisme van portar a Albert Einstein a desenvolupar la relativitat especial el 1905. El descobriment de la mecànica quàntica obligà a formular una teoria quàntica de l'electromagnetisme, completada a la dècada del 1940 i coneguda com a electrodinàmica quàntica.

## Història
Coneixem algunes versions sobre l'origen de l'electromagnetisme.
La primera és la dels xinesos, que suggereixen que va ser conegut a principis de l'any 2000 aC. Una altra es basa en el fet que els antics grecs van començar a observar els fenòmens elèctrics i magnètics cap a l'any 700 aC.
En aquells moments van descobrir que un tros d'ambre fregat s'electrificava i era capaç d'atreure fils de palla o plomes. La paraula elèctric prové de la paraula grega per a l'ambre: ηλεκτρον (elektron).
La vertadera existència de la força magnètica es va conèixer en observar que fragments d'una roca natural anomenada magnetita (Fe₃ O₄) atreia el ferro. El nom de la pedra ve del nom del districte de Grècia on es va descobrir, Magnèsia de Tessàlia.
Otto von Guericke, (1602-1688), més conegut pels seus experiments amb el buit, va treballar al final de la seva carrera en electricitat estàtica i el 1663 va idear la primera màquina electroestàtica, amb ella va descobrir que dos cossos electrificats del mateix tipus es repel·lien (fins llavors només es coneixia l'atracció electroestàtica). També li va permetre d'observar com sortien espurnes d'una bola de sofre mentre la carregava, efecte que més tard seria conegut com a electroluminescència.
Stephen Gray, (1666-1736), va descobrir la conductivitat elèctrica utilitzant tubs de vidre electrificats per fregament i va estendre els seus experiments a altres materials diferenciant entre els conductors i els aïllants.
Charles François de Cisternay du Fay, (1698-1739), va experimentar amb diferents materials i va trobar que només hi havia dos tipus d'electricitat estàtica: la que es produïa fregant el vidre i la que es produïa fregant l'ambre, i que els objectes carregats amb la d'un tipus es repel·lien mentre que els de diferent tipus s'atreien. És el que avui considerem com a càrregues positives i negatives.
El 1745 Ewald Georg von Kleist va descobrir que es podia emmagatzemar una càrrega elèctrica en una ampolla embolcallada en una fulla d'argent, carregant la fulla amb un generador electroestàtic. El 1746 Pieter van Musschenbroek va fer la mateixa descoberta a la universitat de Leiden de manera independent, Musschenbroek va difondre el seu descobriment entre el món científic de l'època i avui és conegut com a ampolla de Leiden, el primer condensador de la història.
Durant la segona meitat del segle xviii els experiments elèctrics es van posar de moda com a entreteniment. Als salons de l'alta societat i davant el gran públic s'utilitzaven màquines electroestàtiques per electrificar les persones.
El 1751 Benjamin Franklin va publicar els seus experiments elèctrics, aprofitava el principi de conservació de la càrrega, també descobert pel físic anglès William Watson i d'altres, però era el primer a utilitzar el terme positiu i negatiu per a denominar els dos tipus d'electricitat (llavors anomenat fluid elèctric). Franklin va postular que només hi havia un únic tipus d'electricitat i que un cos contenia la mateixa quantitat d'electricitat positiva que d'electricitat negativa, de manera que l'una anul·lava l'altra. I per tant, l'electrificació no era altra cosa que la presència d'un dels dos tipus en major proporció. El 1752 Franklin va conjecturar que els llamps eren una descàrrega elèctrica i proposà d'utilitzar un estel durant una tempesta per carregar una ampolla de Leiden com a demostració. El 1752 Thomas-François Dalibard va portar a terme l'experiment amb èxit; uns mesos després ho faria el mateix Franklin. El 1753, el físic alemany Georg Wilhelm Richmann va perdre la vida en un experiment similar.
Joseph Priestley (1733 - 1804) va fer experiments sobre la conductivitat dels materials i treballant amb esferes carregades va arribar a la llei de la inversa del quadrat com a explicació del comportament de les càrregues elèctriques, però no va anar més enllà per generalitzar les seves observacions i el seu descobriment no va tenir més transcendència. El mateix li va passar a John Robison (1739 – 1805) que va arribar experimentalment a la llei de la inversa del quadrat però no va publicar les seves observacions i van restar oblidades.
Charles-Augustin de Coulomb (1736 – 1806) va utilitzar una balança de torsió d'invenció pròpia per estudiar el comportament de les càrregues elèctriques i va arribar a la llei de la inversa del quadrat aplicada a l'electricitat. Va ser formulada com una llei general coneguda com la llei de Coulomb.
Henry Cavendish (1731 - 1810) va portar a terme un gran nombre d'experiments, però no van ser coneguts fins un segle més tard, quan James Clerk Maxwell els va recuperar i publicar el 1879 quan altres científics ja havien arribat als mateixos resultats. Cavendish va arribar a comprovar la llei de la inversa del quadrat de la distància, va crear una unitat de capacitància (una esfera d'una polzada de diàmetre), va trobar la fórmula de la capacitància d'un condensador, va utilitzar el concepte de constant dielèctrica d'un material, va arribar al concepte de potencial elèctric i va establir la relació entre aquest i el corrent avui coneguda com a llei d'Ohm i va establir les lleis que regeixen la divisió del corrent als circuits paral·lels, avui atribuïdes a Charles Wheatstone.
Luigi Galvani (1737 – 1798) va descobrir els efectes de l'electricitat sobre els músculs d'una granota, iniciant el bioelectromagnetisme. El 1790 va portar a terme una sèrie d'experiments per estudiar la resposta als estímuls de l'electricitat sobre la contracció dels músculs de les granotes en ser tocats per un conductor connectat a una màquina electroestàtica. Galvani va explicar les seves observacions amb la hipòtesi de l'existència d'una electricitat animal que en contacte amb el metall carregat extern produïa la contracció, pensava que el múscul era un magatzem d'electricitat. El 1791 va publicar els resultats de les seves experiències a De viribus electricitatis in motu musculari commentarius. El terme galvanisme s'utilitza per denominar la contracció dels músculs sotmesos a un corrent elèctric.

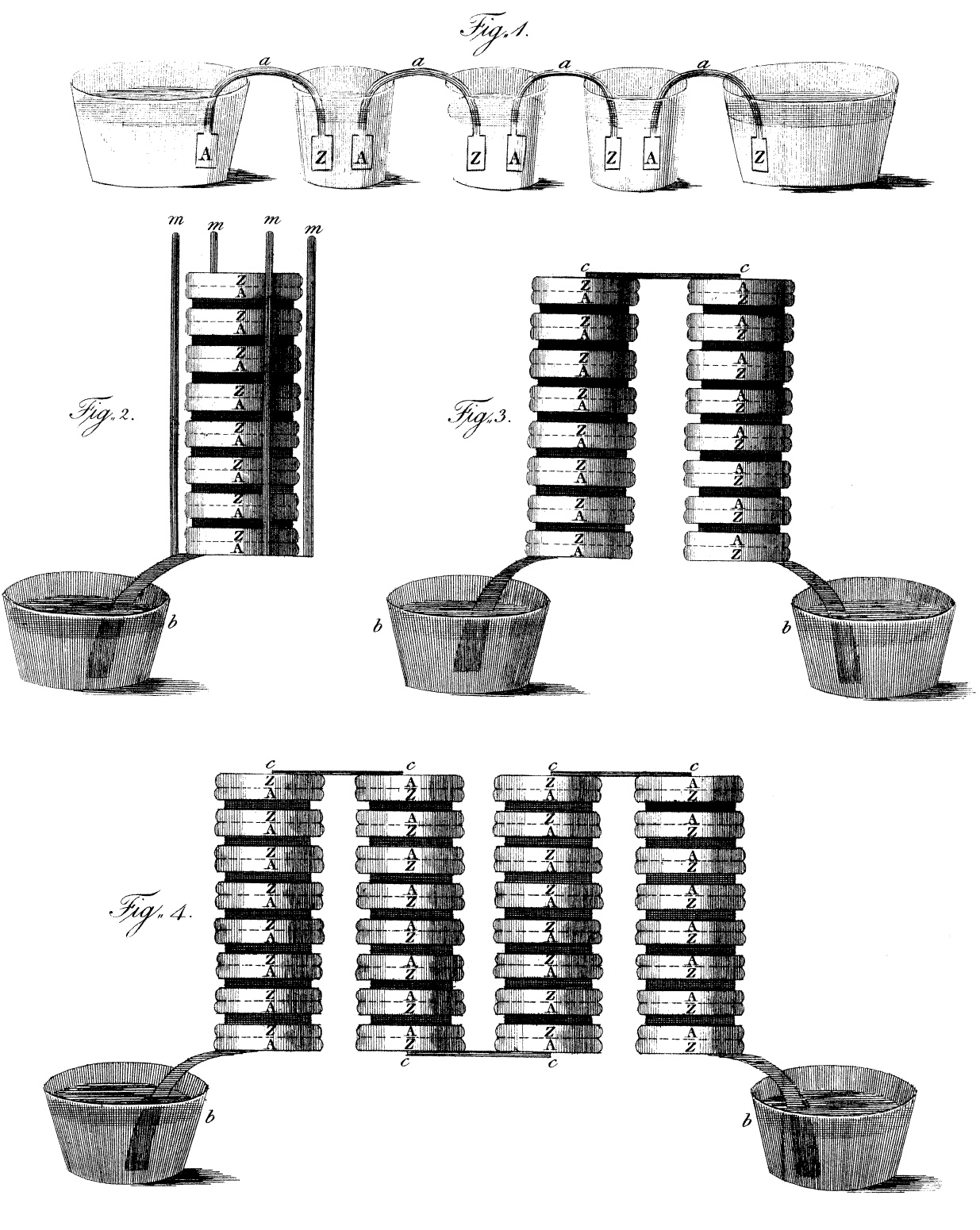
Reproducció d'una il·lustració original publicada per Volta el 1800

Alessandro Volta (1745 – 1827), professor de física, primer a Como i després a la Universitat de Pavia, es va dedicar a l'estudi l'electricitat i el 1775 va inventar un generador electroestàtic anomenat electròfor. Intentant mesurar la càrrega elèctrica va arribar a construir un aparell que molt més tard s'anomenaria voltímetre. En conèixer els treballs de Galvani va reproduir els seus experiments però va arribar a la conclusió que la granota no era un dipòsit d'electricitat sinó que es limitava a detectar la seva presència, actuava com un electròmetre. Experimentant amb les granotes i els arcs de metall de Galvani va trobar que dos metalls en contacte adquirien potencials diferents, fenomen que rebria el nom d'efecte Volta. Basant-se en aquesta descoberta, el 1800 va inventar la pila voltaica; durant la seva investigació Volta va posar en contacte diversos parells de discs alterns de coure, argent i zinc separats per roba o cartró impregnats amb salmorra per incrementar la conductivitat, observant que es produïa un corrent elèctric continu entre els seus extrems i d'una intensitat força més gran que la que s'obtenia amb les màquines electroestàtiques. Les piles voltaiques van suposar un abans i un després a la història de l'electricitat, se'n van construir grans piles capaces de subministrar fins a 10 amperes a 1.000 volts, un canvi radical si comparem aquests valors amb els generadors electroestàtics capaços de produir descàrregues elèctriques d'alt voltatge però d'una intensitat molt petita. La pila voltaica va ser utilitzada en nombrosos experiments: va portar a William Nicholson i Anthony Carlisle a l'electròlisi de l'aigua; Humphry Davy va demostrar que el corrent elèctric de la pila voltaica era causat per una reacció química i no per l'efecte volta; William Hyde Wollaston va demostrar que l'electricitat de la pila voltaica era idèntica a la que produïen els generadors electroestàtics.
L'electricitat i el magnetisme es van desenvolupar com a ciències independentment l'una de l'altra fins al 1820, quan un físic i químic danès anomenat Hans Christian Ørsted (1777 – 1851) que pensava que totes les forces de la natura eren relacionades entre si, va observar una relació entre els dos fenòmens: experimentant amb una pila voltaica Ørsted va veure que el corrent elèctric que passava per un filferro podia afectar l'agulla magnètica d'una brúixola (experiment d'Ørsted). Poc després es va comprovar que tot fenomen magnètic era produït per corrents elèctrics i s'unificaren de manera definitiva el magnetisme i l'electricitat, originant la branca de física coneguda com a electromagnetisme.
Francesc Joan Domènec Aragó (1786 - 1853), va presenciar l'experiment d'Ørsted a Ginebra en què el corrent elèctric desvia una agulla imantada i el va repetir a París animant a Ampère a investigar sobre el fenomen. Va descobrir la imantació de ferro per un corrent elèctric i, de manera independent a Ampère, va construir el primer electroimant.
André-Marie Ampère (1775 – 1836) va assistir a la presentació que Francesc Aragó va fer a l'Acadèmia Francesa de les Ciències el setembre del 1820 de les descobertes d'Ørsted i va desenvolupar un interès tan gran sobre el tema que en molt poc temps, el 25 de setembre del 1820, va llegir una memòria sobre l'efecte del corrent elèctric d'una pila voltaica sobre una agulla magnètica i presenta un fet nou: la interacció de dos corrents sense mediació d'un imant. Ampère va continuar treballant sobre els corrents elèctrics durant els anys següents, presentant memòries a l'Acadèmia de les Ciències i publicant els resultats del seu treball, finalment el 1827 va publicar Mémoire sur la théorie mathématique des phénomènes électrodynamiques uniquement déduite de l'expérience on va exposar els seus experiments i els fonaments dels fenòmens observats (el que avui coneixem com a llei d'Ampère): Dos conductors paral·lels a través dels quals passa un corrent en el mateix sentit s'atreuen i es repel·leixen si els corrents van en sentit oposat; l'efecte magnètic d'un conductor a través del que passa un corrent elèctric és idèntic al d'un imant permanent; la magnetització és alineament de les molècules a causa d'un camp magnètic extern.
El 1820, Jean-Baptiste Biot (1774-1862) i Félix Savart (1791-1841) van formular una llei fonamental de la magnetoestàtica que descriu el camp magnètic induït per un corrent elèctric i és coneguda com a llei de Biot-Savart. Van observar que la força del camp magnètic generat entorn d'un fil conductor pel que passava un corrent continu era inversament proporcional a la distància respecte al conductor.
El 1827 Georg Simon Ohm (1787-1854) va publicar la seva obra Die galvanische Kette, mathematisch bearbeitet (El circuit galvànic tractat matemàticament) on establia una teoria completa de l'electricitat i la coneguda relació entre el voltatge, el corrent elèctric i la resistència del conductor (llei d'Ohm). Ohm havia començat a experimentar amb la pila voltaica i havia determinat que el corrent que flueix a través d'un conductor era proporcional a l'àrea de la seva secció, i inversament proporcional a la seva llargària. Els resultats dels seus experiments el portarien a formular la seva teoria.
L'existència d'ones electromagnètiques, de les quals les microones formen part de l'espectre d'alta freqüència, van ser predites per James Clerk Maxwell el 1864 per les seves famoses equacions. En 1888, Heinrich Rudolf Hertz va ser el primer a demostrar l'existència d'ones electromagnètiques mitjançant la construcció d'un aparell per a produir ones de ràdio.

## La força electromagnètica
La força electromagnètica és la força que un camp electromagnètic exerceix sobre les partícules carregades elèctricament. És una de les quatre forces fonamentals, les altres són la força nuclear forta (que manté unit el nucli atòmic), la força nuclear feble (que causa algunes formes de radioactivitat) i la força gravitacional. Totes les altres forces es deriven d'aquestes quatre de fonamentals.
La realitat és que la força electromagnètica és la responsable de gairebé tots els fenòmens que trobem a la vida diària, excepció feta de la gravetat. Grosso modo, podrien dir que les forces implicades en les interaccions entre àtoms poden ser examinades com una força electromagnètica que actua sobre els protons i electrons, elèctricament carregats, dintre dels àtoms. Això inclou les forces que experimentem quan "empenyem" o "tibem" objectes materials ordinaris, que provindrien de les forces intermoleculars entre les molècules del nostre cos i les dels objectes. I també inclouria totes les formes de fenòmens químics, que apareixerien a partir de les interaccions entre els orbitals atòmics.
D'acord amb la teoria electromagnètica actual, les forces electromagnètiques intervenen per mitjà de la transferència de fotons virtuals.

## Electrodinàmica clàssica

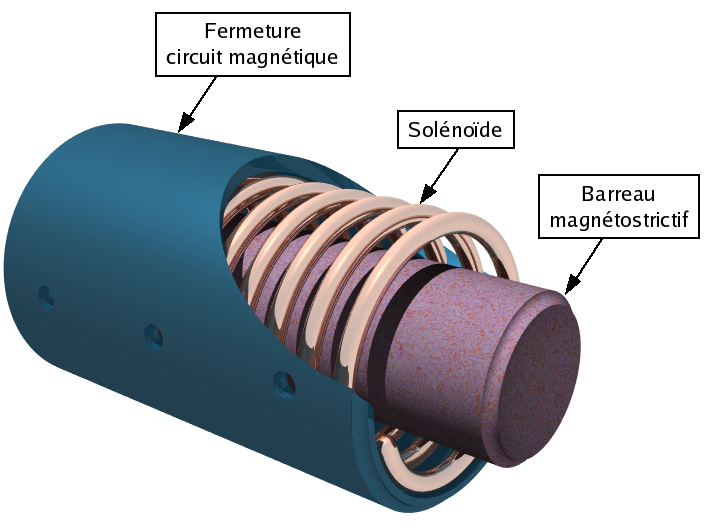
Esquema d'un transductor magnetostrictiu.

El científic William Gilbert va proposar, en el seu De Magnete (1600), que l'electricitat i el magnetisme, malgrat ambdós eren capaços de provocar atraccions i repulsions d'objectes, eren efectes diferents. Els mariners van notar que les descàrregues dels llamps podien afectar l'agulla de la brúixola, però la relació entre el llamp i l'electricitat no fou confirmat fins que Benjamin Franklin va proposar els seus experiments el 1752. Un dels primers a descobrir i publicar una relació entre el corrent elèctric fet per l'home i el magnetisme fou Gian Domenico Romagnosi, que el 1802 va observar que connectant un cable entre els extrems d'una pila voltaica desviava l'agulla d'una brúixola propera. Tanmateix el fenomen no fou àmpliament conegut fins al 1820, quan Hans Christian Ørsted va fer un experiment similar. El treball de Ørsted va influir sobre Ampère per arribar a la teoria de l'electromagnetisme amb el suport de fonaments matemàtics.
Una acurada teoria de l'electromagnetisme, coneguda com a electromagnetisme clàssic va ser desenvolupada per diversos físics al llarg del segle xix i van culminar amb els treballs de Maxwell, que va unificar els desenvolupaments anteriors en una única teoria i va descobrir la natura electromagnètica de la llum. A l'electromagnetisme clàssic, els camps electromagnètics obeeixen a un conjunt d'equacions conegudes com les equacions de Maxwell, i la força electromagnètica ve donada per la llei de la força de Lorentz.
Una de les particularitats de l'electromagnetisme clàssic és que és difícil conciliar-lo amb la mecànica clàssica, però en canvi és compatible amb la relativitat especial. D'acord amb les equacions de Maxwell, la velocitat de la llum és una constant universal, només depèn de la permitivitat i la permeabilitat del buit. Això atempta contra la invariància galileana, un dels principis bàsics de la mecànica clàssica. Una via per a reconciliar les dues teories seria assumir l'existència de l'èter lumínic a través del qual es propagaria la llum. Però tots els experiments adreçats a detectar la seva presència van fallar. El 1905, Albert Einstein va solucionar el problema amb la introducció de la relativitat especial, que reemplaça la cinemàtica clàssica amb una nova teoria compatible amb l'electromagnetisme clàssic.
Addicionalment, la teoria de la relativitat mostra que en sistemes de referència en moviment un camp magnètic es transforma en un camp al qual el component elèctric no és nul i viceversa; d'aquesta manera mostra de manera sòlida que són dues cares d'una mateixa moneda i, per tant, l'apropiat del terme electromagnetisme.

## L'efecte fotoelèctric i l'electrodinàmica quàntica

La imatge representa un diagrama de Feynman al que un electró i un positró s'anul·len produint un fotó virtual que esdevé una parella quark – antiquark. Llavors un radia un gluó.

En una altra publicació del mateix any 1905, Einstein va minar els fonaments de l'electromagnetisme clàssic. La seva teoria de l'efecte fotoelèctric (per la qual va guanyar el premi Nobel de física el 1921) proposava que la llum pot existir en forma de partícules discretes, que més tard rebrien el nom de fotons. La teoria d'Einstein sobre l'efecte fotoelèctric va augmentar la comprensió de la solució que Max Planck havia presentat el 1900 sobre la catàstrofe ultraviolada, Planck havia mostrat que els objectes calents emetien radiació electromagnètica en forma de paquets discrets, cosa que conduïa al fet que l'energia total emesa per un cos negre radiant havia de ser finita. Aquests dos resultats eren en contradicció directa amb el concepte clàssic de la llum com una ona contínua. Les teories de Planck i Einstein foren l'origen de la mecànica quàntica que fou formulada el 1925, tot i que necessitada d'una teoria quàntica de l'electromagnetisme. Aquesta teoria fou completada el 1940 i és coneguda com a electrodinàmica quàntica, dins de la mecànica quàntica l'electromagnetisme forma part de la teoria quàntica de camps, l'electrodinàmica quàntica descriu tots els fenòmens que impliquen les partícules elèctricament carregades com a interaccions que funcionen per mitjà de l'intercanvi de fotons. És una teoria molt exacta, les seves prediccions teòriques tenen una precisió sense comparació dins del domini de la física.

## L'electromagnetisme relativista
L'intent d'explicar l'electromagnetisme a partir de la teoria de la relativitat d'Albert Einstein va donar lloc a treballs com el de Edward M. Purcell que el 1963 va utilitzar la teoria de la relativitat especial per derivar l'existència del magnetisme i la radiació.

## Unitats
| Unitats del Sistema Internacional utilitzades en Electromagnetisme | Unitats del Sistema Internacional utilitzades en Electromagnetisme | Unitats del Sistema Internacional utilitzades en Electromagnetisme | Unitats del Sistema Internacional utilitzades en Electromagnetisme | Unitats del Sistema Internacional utilitzades en Electromagnetisme |
| Símbol                                                             | Magnitud física                                                    | Unitats Derivades                                                  | Unitat                                                             | Unitats Bàsiques                                                   |
| ------------------------------------------------------------------ | ------------------------------------------------------------------ | ------------------------------------------------------------------ | ------------------------------------------------------------------ | ------------------------------------------------------------------ |
| I                                                                  | Magnitud de corrent                                                | ampere (És una unitat bàsica)                                      | A                                                                  | A = W/V = C/s                                                      |
| q                                                                  | Càrrega elèctrica, Quantitat d'electricitat                        | coulomb                                                            | C                                                                  | A·s                                                                |
| V                                                                  | Diferència de potencial o Força electromotriu                      | volt                                                               | V                                                                  | J/C = kg·m²·s−3·A−1                                                |
| R, Z, X                                                            | Resistència elèctrica, Impedància, Reactància                      | ohm                                                                | Ω                                                                  | V/A = kg·m²·s−3·A−2                                                |
| ρ                                                                  | Resistivitat                                                       | ohm metre                                                          | Ω·m                                                                | kg·m³·s−3·A−2                                                      |
| P                                                                  | Potència elèctrica                                                 | watt                                                               | W                                                                  | V·A = kg·m²·s−3                                                    |
| C                                                                  | Capacitància                                                       | farad                                                              | F                                                                  | C/V = kg−1·m−2·A²·s4                                               |
|                                                                    | Elastància                                                         | farad invers                                                       | F−1                                                                | V/C = kg·m²·A−2·s−4                                                |
| ε                                                                  | Permitivitat                                                       | farad per metre                                                    | F/m                                                                | kg−1·m−3·A²·s4                                                     |
| χe                                                                 | Susceptibilitat elèctrica                                          | (adimensional)                                                     | -                                                                  | -                                                                  |
| G, Y, B                                                            | Conductància, Admitància, Susceptància                             | siemens                                                            | S                                                                  | Ω−1 = kg−1·m−2·s3·A²                                               |
| σ                                                                  | Conductivitat elèctrica                                            | siemens per metre                                                  | S/m                                                                | kg−1·m−3·s3·A²                                                     |
| H                                                                  | Camp magnètic, intensitat de camp magnètic                         | ampere per metre                                                   | A/m                                                                | A·m−1                                                              |
| Φm                                                                 | Flux magnètic                                                      | weber                                                              | Wb                                                                 | V·s = kg·m²·s−2·A−1                                                |
| B                                                                  | Densitat de flux, inducció magnètica, intensitat de camp magnètic  | tesla                                                              | T                                                                  | Wb/m² = kg·s−2·A−1 = N·A−1·m−1                                     |
|                                                                    | Reluctància                                                        | ampere per weber                                                   | A/Wb                                                               | kg−1·m−2·s²·A²                                                     |
| L                                                                  | Inductància                                                        | henry                                                              | H                                                                  | Wb/A = V·s/A = kg·m²·s−2·A−2                                       |
| μ                                                                  | Permeabilitat electromagnètica                                     | henry per metre                                                    | H/m                                                                | kg·m·s−2·A−2                                                       |
| χm                                                                 | Susceptibilitat magnètica                                          | (adimensional)                                                     |                                                                    |                                                                    |
| Π i Π *                                                            | Vector potencial hertzià elèctric i magnètic                       |                                                                    |                                                                    |                                                                    |

### Llibres
- TERMCAT, Centre de Terminologia; Fundació Barcelona. Diccionari d'electromagnetisme.  Fundació Barcelona, 1992. ISBN 84-88169-02-7.
- Comissió de Normalització Lingüística; Serveis Lingüístics de la Universitat de Barcelona. Vocabulari de Física. Electromagnetisme..  Publicacions i Edicions UB, 1997.
- Tipler, Paul. Physics for Scientists and Engineers: Vol. 2: Light, Electricity and Magnetism. 4a ed..  W. H. Freeman, 1998. ISBN 1-57259-492-6.
- Griffiths, David J. Introduction to Electrodynamics. 3a ed..  Prentice Hall, 1998. ISBN 0-13-805326-X.
- Jackson, John D. Classical Electrodynamics. 3a ed..  Wiley, 1998. ISBN 0-471-30932-X.
- Rothwell, Edward J.; Cloud, Michael J.. Electromagnetics.  CRC Press, 2001. ISBN 0-8493-1397-X.

### Revistes
- Bioelectromagnetics.  Wiley-Liss, Inc.. ISSN 0197-8462.
- Foundations of physics letters.  Springer Netherlands. ISSN 0894-9875 EISSN 1572-9524.
- Journal of electromagnetic waves and applications.  Brill Academic Publishers. ISSN 0920-5071.
- Nature physics.  Nature Publishing Group. ISSN 1745-2473 EISSN 1745-2481.
- Radiation Measurements.  Elsevier B.V. ISSN 1350-4487.
- Radiation Physics and Chemistry.  Elsevier B.V. ISSN 0969-806X.